# Kukačka rezavá
Kukačka rezavá (Rhinortha chlorophaea) je druh kukačky z jihovýchodní Asie. Jedná se o jediného zástupce rodu Rhinortha.

## Systematika
Druh formálně popsal britský přírodovědec Stamford Raffles v roce 1822. Jedná se o monotypický taxon, tzn. netvoří žádné poddruhy. Druhové jméno chlorophaea pochází z řeckého khlóros („zelený“) a phaés (zářící; phaó = „zářit“).'  

## Výskyt
Areál rozšíření zahrnuje Malajský poloostrov, Sumatru, Bangku, ostrovy Batu, Borneo a Natunské ostrovy. Stanoviště druhu představují stálezelené či částečně opadané lesy nížinaté a kopcovité krajiny do 1100 m n. m. Vedle původních pralesů obývá i sekundární lesy včetně kaučukových nebi kakaových plantáží, dále mj. i rašeliniště, lesní okraje, vřesoviště a občas i zahrady.

## Popis

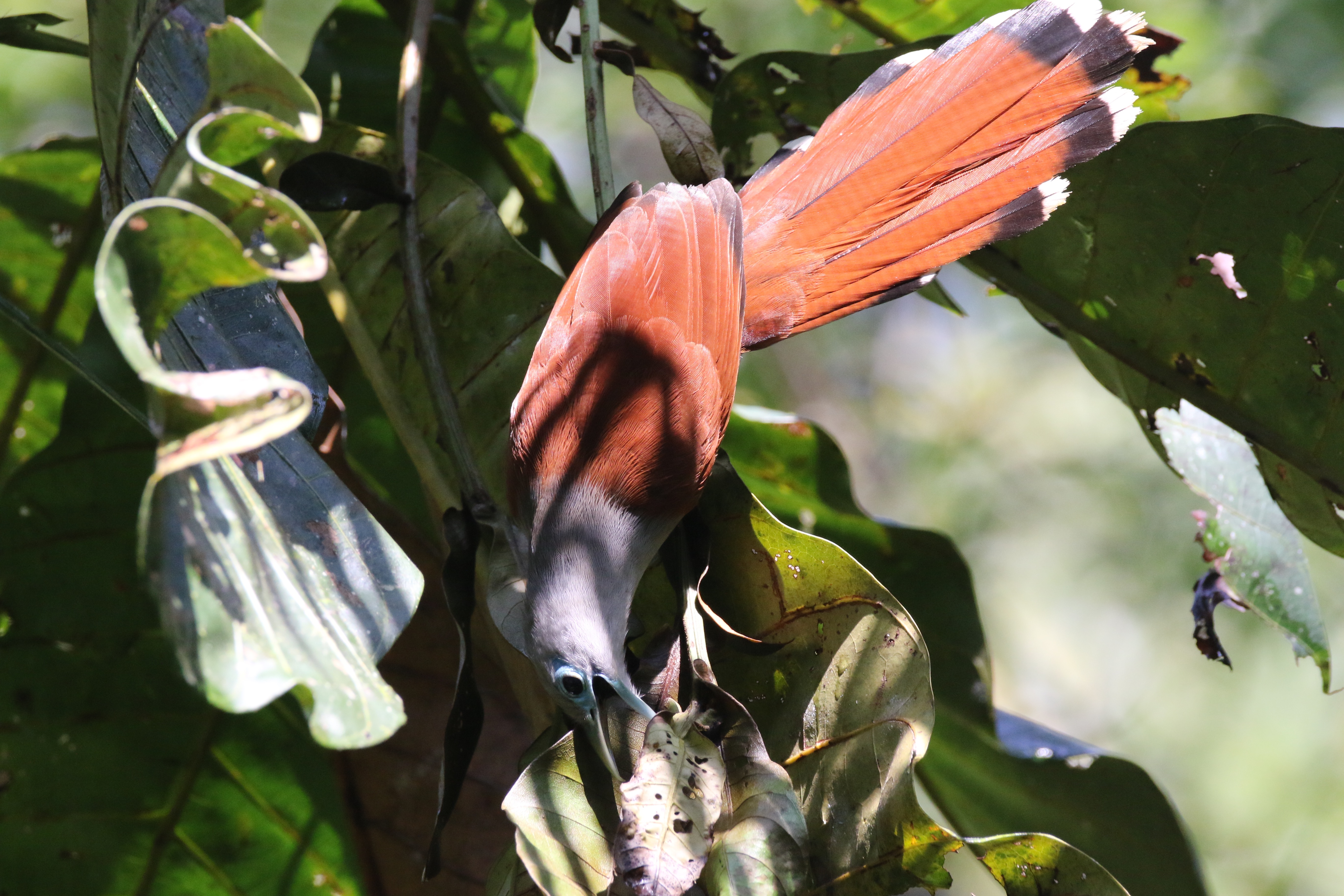
Kukačka rezavá při sběru potravy (ostrov Bangka)

Kukačka rezavá dosahuje délky těla do 33 cm. Duhovka u samce je tmavě hnědá, u samice oříškově hnědá až černohnědá. Oblast kolem oka je neopeřená, a prosvítá tak bledě zelená až světle zelenomodrá kůže. Zobák je světle zelený, horní čelist je u kořene tyrkysová. Nohy jsou šedé až šedomodré.
Tato kukačka se vyznačuje pohlavní dvojtvárností. Samec má hlavu, hřbet a křídelní krovky rezavé. Kostřec je černý. Ocas je jemně černošedě proužkovaný (každý proužek má kolem 2 mm), konec ocasu je bílý. Od hrdla po hruď je opeření rezavé, na břichu šedé, spodní strana ocasu je tmavě rezavošedá. Samice má hlavu a horní část hřbetu šedou, zbytek hřbetu a krovky jsou rezavé, letky jsou rezavé s tmavě rezavým zakončením. Kostřec je černý. Ocas je rezavý s černým subterminálním pruhem a bílým koncem. Spodina je světle šedá, břicho rezavošedé, spodní ocasní krovky kaštanové. 

## Biologie
Vyskytuje se samostatně nebo v páru, občas v menších hejnech. Živí se hmyzem jako jsou housenky, kobylky, cvrčci, cikády, strašilky a brouci. Potravu sbírá ve středním patře lesa, kde čile šplhá po stromech a vyzobává hmyz z pod listů a stromové kůry. Doba hnízdění se odvíjí od lokace, avšak dochází k němu převážně v první polovině roku. Hnízdo představuje mělká talířovitá platforma z větviček vystlaná zelenými listy. Samice snáší 2–3 světle zbarvených vajec a rozměrech 26×20 mm.

## Ohrožení
Mezinárodní svaz ochrany přírody (IUCN) druh považuje za málo dotčený se stabilní populací, která sice nebyla kvantifikována, avšak druh nic akutně neohrožuje a předpokládá se tak, že početnost neklesá.